# UCI Nations’ Cup U23 2021
Der UCI Nations’ Cup U23 2021 ist die 15. Austragung des Rad-Nationencups der Männer U23, einer seit der Saison 2007 stattfindenden Serie der wichtigsten Rennen im Straßenradsport für Männer U23.

## Rennen
Nationencup-Rennen
| Datum          | Rennen                                | Sieger (Fahrer)            |
| -------------- | ------------------------------------- | -------------------------- |
| 28. März       | Gent–Wevelgem / Kattekoers–Ieper      | abgesagt                   |
| 29.–30. Mai    | Orlen Nations Grand Prix              | Marijn van den Berg        |
| 3.–6. Juni     | Course de la Paix Grand Prix Jeseníky | Filippo Zana               |
| 19.–20. Juli   | Étoile d’Or                           | Filip Maciejuk             |
| 13.–22. August | Tour de l’Avenir                      | Tobias Halland Johannessen |

Internationale Meisterschaften
| Datum         | Rennen                                                             | Sieger (Fahrer)       |
| ------------- | ------------------------------------------------------------------ | --------------------- |
| 13. August    | Panamerikanische Straßen-Radmeisterschaften – U23-Einzelzeitfahren | Hector Quintana       |
| 14. August    | Panamerikanische Straßen-Radmeisterschaften – U23-Straßenrennen    | Heberth Gutiérrez     |
| 9. September  | UEC-Straßen-Europameisterschaften – U23-Einzelzeitfahren           | Johan Price-Pejtersen |
| 11. September | UEC-Straßen-Europameisterschaften – U23-Straßenrennen              | Thibau Nys            |
| 20. September | UCI-Straßen-Weltmeisterschaften – U23-Einzelzeitfahren             | Johan Price-Pejtersen |
| 24. September | UCI-Straßen-Weltmeisterschaften – U23-Straßenrennen                | Filippo Baroncini     |

## Gesamtwertung
| Position | Nation      | Punkte |
| -------- | ----------- | ------ |
| 1        | Italien     | 153    |
| 2        | Niederlande | 131    |
| 3        | Norwegen    | 99     |
| 4        | Belgien     | 84     |
| 5        | Frankreich  | 79     |
| 6        | Dänemark    | 77     |
| 7        | Deutschland | 74     |
| 8        | Spanien     | 56     |
| 9        | Tschechien  | 45     |
| 10       | Österreich  | 45     |